# ESPN 3D
No confundir con el canal ESPN3.
ESPN 3D fue un canal de televisión por cable o satélite de la familia ESPN que pertenece a The Walt Disney Company y Hearst Corporation, se especializa en la transmisión y retransmisión de deportes alrededor del mundo. Se puede adquirir tras contratar algún tipo de plan en un cableoperador pagando un costo adicional. El canal empezó a emitir las 24 horas del día en EE. UU. el 11 de junio de 2010 con un partido de la copa mundo de Sudáfrica y en Australia el 30 de julio del mismo año.  El canal esta compatible en el formato HD 3D de 720p de 16:9. El canal emite en inglés español y portugués, empezó en Brasil con la UEFA Champions League.
Luego de estar cerca de tres años al aire en EE. UU. se decidió cerrar el canal por falta de clientes interesados en el 3D, según sus directivos decidieron hacerlo porque la baja audiencia no creció y varios de sus suscriptores se retiraron al poco tiempo.